# Sistemas monolíticos
Los sistemas monolíticos son aquellos en los que su centro es un grupo de estructuras fijas, las cuales funcionan entre sí.
En los sistemas monolíticos existen módulos grandes en el núcleo, los cuales interactúan entre sí, para poder tener esta estructura, las diferentes partes del kernel son compiladas por capas. 
Los sistemas monolíticos se describen en tres procesos principales:
- Un programa principal que invoca el procedimiento de servicio solicitado.
- Un conjunto de procedimientos de servicio que llevan a cabo las llamadas del sistema.
- Un conjunto de procedimientos de utilería que ayudan a los procedimientos del servicio.
En teoría un procedimiento dado puede invocar a ciertos servicios los cuales a su vez se verán ayudados por programas de utilería los cuales extraerán información importante para este.